# I piaceri della notte
I piaceri della notte (Noite Vazia) è un film del 1964 scritto e diretto da Walter Hugo Khouri. Il regista è anche produttore del film insieme a Nelson Gaspari. Tra gli interpreti, Norma Bengell, Odete Lara, Mário Benvenuti, Gabriele Tinti, Lisa Negri.
Il film è stato presentato in concorso al Festival di Cannes 1965.

## Trama
A San Paolo, due amici - uno dei quali sposato e di famiglia ricca - decidono di passare la notte con due prostitute. L'esperienza si rivelerà frustrante, con i quattro che passeranno il tempo a parlare di sé stessi, dell'amarezza della vita e dalla vacuità delle loro esistenze.

## Produzione
Il film fu prodotto dalla Kamera Filmes e da Vera Cruz Studios.

## Distribuzione
Distribuito dalla Vera Cruz, uscì nelle sale brasiliane il 17 agosto 1964.